# Anatya
Anatya es un pequeño género de libélulas de la familia Libellulidae. 
El género incluye dos especies:
- Anatya guttata Erichson, 1848
- Anatya januaria Ris, 1911